# IC 2420
IC 2420 ist eine elliptische Galaxie vom Hubble-Typ E0 im Sternbild Hydra südlich der Ekliptik. Sie ist schätzungsweise 370 Millionen Lichtjahre von der Milchstraße entfernt.
Das Objekt wurde am 23. März 1900 von Stéphane Javelle entdeckt.